# ワシントン会議 (1922年)
ワシントン会議（ワシントンかいぎ、1921年（大正10年）11月12日 - 1922年（大正11年）2月6日）は、第一次世界大戦後にワシントンD.C.で開かれた国際軍縮会議。
国際連盟の賛助を得ずに実施され、太平洋と東アジアに権益がある大日本帝国・イギリス・アメリカ・フランス・イタリア・中華民国・オランダ・ベルギー・ポルトガルの計9カ国が参加、ソビエト政府は会議に招かれなかった。アメリカ合衆国が主催した初の国際会議であり、また史上初の軍縮会議となった。
このワシントン会議を中心に形成されたアジア太平洋地域の戦後秩序を「ワシントン体制」と呼ぶ。

## 概要
第一次世界大戦の間隙をついて膨張に成功した大日本帝国はアメリカ合衆国から反発を受け、1921年にアメリカ合衆国は軍備制限と太平洋極東問題を協議するワシントン会議を開催した。
日英同盟はグレートブリテン及びアイルランド連合王国にとってロシア帝国とドイツ帝国が消滅したため無用となり、英米関係にも好ましくないために解消された。新たに、米・英・仏・日による太平洋における各国領土の権益を保障し、太平洋諸島の非要塞化などを取り決めた四カ国条約が締結された。
会議の冒頭で米国が主力艦（戦艦）の建造の10年間の休止と主力艦の保有トン数の制限およびその国別の比率とを提案、協議の結果米・英・仏・日にイタリア王国を加え、主力艦保有率を米英5、日本3、フランス、イタリア1.67とするワシントン海軍軍縮条約が締結された。日本は対米英6割を受諾せざるを得なかった。
全参加国により、中華民国の領土保全、門戸開放、新たな勢力範囲設定を禁止する九カ国条約が締結された。
また、石井・ランシング協定が破棄され、日本は山東還付条約で山東省、山東鉄道を中華民国に還付することで解決し、山東半島や漢口の駐屯兵も自主的に撤兵した。

## 参加国

### アメリカ
チャールズ・エヴァンズ・ヒューズ国務長官を首席全権とするアメリカ代表団にとって、会議の主な目的は、西太平洋海域、特に戦略的に重要な島々の防備に関する日本海軍の拡大を阻止することだった。付随するいくつかの目的には、最終的に日本の拡大を制限するのみならず、イギリスとの間に起こり得る対立に対する懸念を軽減する意図があった。
- 日英同盟の廃止により、米英間の緊張を排除
- 日本に対して劣位に立たない海軍軍備比率で合意
- 中国における門戸開放政策の継続を日本に正式に受け入れさせる

の3点だった。
また総額47億ドルにのぼる対英債権をもつアメリカの発言力は絶大であった。

### イギリス
アーサー・バルフォア外相を首席全権とするイギリス代表団は、より用心深い姿勢で会議に臨んだ。英国代表は総合的な要求を会議に提出した。
- 西太平洋の平和と安定の達成
- アメリカ合衆国との海軍軍備拡大競争の回避
- 英国の影響下にある地域への日本進出阻止
- シンガポール・香港等の自治領の安全の維持

というようなものだった。しかし、多くの要求をリストにして会議に参加するのではなく、合意の後に西太平洋がどのようになるのかの全体像について漠然とした構想を持っているだけだった。

### 日本
一方、加藤友三郎海相を首席全権とする日本は、英国とは対照的に個々の具体的な交渉課題を携えて会議に臨んだ。その中でも特に重要な用件として力を注いだのは、
- 海軍軍縮条約を英米と締結する
- 満州とモンゴルにおける日本の権益について正式な承認を得る

の2点だった。その他にも太平洋におけるアメリカ艦隊の展開拡大に対する大きな懸念や、南洋諸島・シベリア・青島の権益を維持するべく、非常に積極的な姿勢で会議を主導する目論見だった。
しかし、日本政府から代表団への暗号電をアメリカのブラック・チェンバーが傍受・解読したことで、会議は一転アメリカ有利に進んだ。アメリカは日本が容認する最も低い海軍比率を知り、これを利用してそこまで日本を譲歩させた。
また、アメリカは日本のヤップ島領有権を認める代わりに、ドイツ帝国から切断して奪い取ったヤップ島の海底ケーブルについて合衆国の使用権および無線通信局・電報局の運営権を無制限に認めさせた。

## 逸話
- 教育視察に訪れていた日本の教育者の 伊藤長七（東京府立第五中学校校長）は、駐米日本大使館の厚意で会議を傍聴。ヒューズ国務長官の演説に感動した伊藤は、幣原喜重郎大使に面会の希望を伝えた。特別にヒューズ国務長官との面会が実現し、日本の少年・少女の4000通余りの手紙を米国の少年・少女に配り国際交流を図っていることを話した。するとヒューズ国務長官は感動し、ホワイトハウスに連絡。ハーディング大統領と伊藤長七との単独面会が実現した。